# Marc-Antoine Laugier
Marc-Antoine Laugier (Manosque, 22 de enero de 1713-París, 5 de abril de 1769) fue un religioso jesuita francés, destacado hombre de letras y teórico de la arquitectura. Su obra Essai sur l'architecture (1753) tuvo una influencia considerable en la teoría arquitectónica con sus ideas sobre la choza primitiva como expresión de leyes inmutables de la arquitectura.

## Biografía
Marc-Antoine Laugier nació en Manosque (Provenza) y fue alumno de los jesuitas, convirtiéndose asimismo en jesuita. Fue uno de los predicadores en la Corte del rey de Francia y frecuentaba gracias a ello a los grandes del mundo en los salones de París y de Versalles. Su vivacidad de espíritu y la originalidad de sus posiciones sobre el arte le valieron la estima de los enciclopedistas y de los filósofos de las Lumières que, a la vez, se oponían a los jesuitas. Sus sermones en la Iglesia de Saint-Sulpice y en Fontainebleau en 1744 fueron del agrado del rey y le hicieron célebre.
En 1752, Laugier escribió la primera edición del «Essai sur l'architecture», publicado anónimamente un año más tarde. Dejó la orden en 1755 tras un escándalo provocado por unos sermones abiertamente críticos pronunciados delante del rey en Versalles en 1754. Entre 1759 y 1768, publicó una «Histoire de la République de Venise».
En 1755, se publicó la segunda edición de la obra que le hará conocido, con una famosa, a menudo se hace referencia a ella, ilustración de una primitiva choza. «Essai sur l'architecture» se convertirá en una referencia en materia de arquitectura, no solo religiosa. Su enfoque consiste en examinar algunas conocidas ideas arquitectónicas que describe como «errores». Estos «errores» incluyen comentarios sobre las columnas, el entablamento y los frontones. 
La lista de «errores» sobre las columnas eran: Estar embebidas en la pared; uso de pilastras; incorrecto éntasis (hinchazón de la columna); y el apoyo sobre pedestales. El primer fallo es contrario a la belleza y estética general de la naturaleza de las columnas que deben ser libres; el uso de pilastras debe ser mal visto ya que en casi todos los casos las columnas podrían utilizarse en su lugar; el tercer defecto se explica bastante por sí mismo; el último hace ininteligible un diseño: hacer descansar columnas sobre pedestales, dice, es como añadir un segundo conjunto de piernas debajo del primer par.
En el «Essai sobre la arquitectura» desarrolla sus ideas sobre varios temas más, como la solidez, los diferentes órdenes y cómo construir diferentes tipos de edificios. Gracias a este tratado, Laugier fue llamado por el obispo de Amiens para ayudar a la decoración del coro de la catedral. Ingresó en los Benedictinos de París, con la autorización del propio Papa, donde se convirtió en un homme de lettres. Obtuvo enseguida el puesto de Abad y fue el editor de la «Gazette de France». Se convertirá en el teórico más influyente de la arquitectura Neoclásica, y su obra será incluso traducida al inglés y al alemán. La tesis de su ensayo afirma claramente que la naturaleza es lo que legitima la teoría arquitectónica. 
Toma partido al lado del «bon sauvage» de Jean-Jacques Rousseau, a la búsqueda de una protección frente a la naturaleza hostil. La ambición de este hombre de letras brillante y espiritual era concebir una arquitectura enteramente conforme a la razón. No se trataba de formular reglas formales rígidas, si no de defenderse de las ideas de la imaginación arquitectónica, que es necesario rechazar dado que sus efectos no pueden ser controlados por la razón. Los hábitos y las costumbres, incluso el «bon goût», no pueden servir más para definir un principio normativo conforme a la naturaleza, mientras estos factores evolucionan según las condiciones históricas.

Quelques branches abattues dans la forêt sont les matériaux propres à son dessein. Il en choisit quatre des plus fortes qu'il élève perpendiculairement et qu'il dispose en carré. Au-dessus, il en met quatre autres en travers et sur celles-ci il en élève qui s'inclinent, et qui se réunissent en pointe de deux côtés. Cette espèce de toit est couvert d feuilles assez serrées pour que ni le soleil, ni la pluie, ne puissent y pénétrer; et voilà l'homme logé. Il est vrai que le froid et le chaud lui feront sentir leur incommodité dans sa maison ouverte de toute part; mais alors il remplira l'entre-deux des pilliers, et se trouvera garanti.
Essai sur l'architecture

Fue influenciado por Jacques-François Blondel que afirmaba la primacía de los órdenes (dórico, jónico y corintio) en la arquitectura neoclásica; el orden no será más solamente un objeto de ornamento: se convertirá en un objeto constitutivo de la construcción.
Laugier estuvo también influido por la arquitectura griega por intermedio de otros autores: en los escritos de Fénelon, Grecia era presentada como una civilización que había conocido la perfección de la arquitectura, y sus cualidades eran la simplicidad, la nobleza y la utilidad. Esto se oponía frontalmente al barroco y al rococó.

## Críticas y desarrollo
Las tesis provocativas de Laugier tuvieron una gran acogida y repercusión. No solamente Goethe las criticó vigorosamente, sino que lo más importante fue que en Francia fructificaron bajo la forma de nuevos esquemas de pensamiento. La concepción racionalista de la construcción es el elemento central de la teoría neoclásica que construirá Blondel.
Su influencia se encuentra también en las búsquedas formales de Étienne-Louis Boullée, uno de los grandes arquitectos visionarios del siglo XVIII que se impuso como teórico y pedagogo durante la Revolución francesa.